# Fransiskus Nipa
Fransiskus Nipa (ur. 29 stycznia 1964 w Mareali) – indonezyjski duchowny rzymskokatolicki, arcybiskup koadiutor Makassar w 2024, arcybiskup metropolita Makassar od 2024. 

## Życiorys

### Prezbiterat
Święcenia kapłańskie przyjął 3 lipca 1990 i został inkardynowany do archidiecezji Ujung Pandang. Przez kilka lat pracował duszpatersko, a w 2000 rozpoczął pracę w sądzie biskupim jako obrońca węzła małżeńskiego. W 2005 mianowany sędzią, a rok później także wikariuszem biskupim. W 2013 otrzymał też nominację na wikariusza parafii katedralnej.

### Episkopat
21 października 2023 papież Franciszek mianował go arcybiskupem koadiutorem Makassar. 
1 lutego 2024 otrzymał święcenia biskupie w sali balowej Phinisi Hotelu Claro w Makasar. Udzielił mu ich nuncjusz apostolski w Indonezji arcybiskup Piero Pioppo.  
17 października 2024 objął funkcję arcybiskupa metropolity Makassar. Paliusz otrzymał z rąk papieża Leona XIV w dniu 29 czerwca 2025.